# Elephas maximus
L'elefante asiatico (Elephas maximus Linnaeus, 1758) è un mammifero della famiglia degli elefantidi, l'unica sopravvissuta dell'ordine dei proboscidati.
E. maximus viene anche denominato comunemente elefante indiano, anche se questa denominazione è più propriamente attribuita alla sola sottospecie Elephas maximus indicus.

## Descrizione
L'elefante asiatico ha una struttura complessiva simile a quella dell'elefante africano, ma con alcune differenze piuttosto marcate. Oltre alle minori dimensioni dei maschi (le femmine delle due specie hanno invece una taglia simile, a causa del più marcato dimorfismo nella specie africana), sono evidenti le differenze nella forma del cranio, che in questa specie ha due prominenze e un'insellatura interna.
Le orecchie inoltre sono più piccole in proporzione alla testa. Il profilo del dorso di questa specie è convesso e discendente dal garrese alla groppa, a differenza di quello dell'elefante africano, insellato e con la groppa più alta del garrese. Inoltre, ha zanne più piccole, che spesso nelle femmine sono assenti o appena accennate.
Questo animale, inoltre, presenta solitamente quattro zoccoletti nel piede posteriore, contro i tre della specie africana. L'elefante indiano ha una proboscide dalla pelle relativamente liscia e fornita all'estremità di una sola appendice digitiforme sul bordo superiore, quella dell'elefante africano termina invece con due appendici, meno sviluppate di quella unica dell'asiatico, e presenta inoltre una pelle molto più rugosa.
La mandibola dell'elefante asiatico presenta inoltre all'estremità una sorta di labbro pendulo e appuntito, che manca nelle due specie africane. È il secondo animale di terraferma più grande. I maschi sono lunghi mediamente 5,5-6,4 metri, hanno un'altezza alla spalla di 2,7-3 metri, e pesano 3900 – 4700 kg. Le femmine sono leggermente più piccole.

## Distribuzione
L'elefante indiano è originario dell'Asia continentale: India, Nepal, Bangladesh, Bhutan, Birmania, Thailandia, penisola malese, Laos, Cina, Cambogia e Vietnam. È estinto a livello regionale in Pakistan. Abita praterie, foreste decidue secche, decidue umide, sempreverdi e semi-sempreverdi. All'inizio degli anni '90, le popolazioni selvatiche stimate includevano: 
- 27.785–31.368 in India[4], dove le popolazioni sono limitate a quattro aree generali: 
  - nel nord-ovest – ai piedi dell'Himalaya nell'Uttarakhand e nell'Uttar Pradesh, dal Katarniaghat Wildlife Sanctuary al fiume Yamuna;
  - nel nord-est - dal confine orientale del Nepal nel Bengala occidentale settentrionale attraverso l'Assam occidentale lungo le pendici dell'Himalaya fino alle colline di Mishmi, estendendosi nell'Arunachal Pradesh orientale, le pianure dell'alto Assam e le pendici del Nagaland, fino alle colline di Garo di Meghalaya attraverso le colline Khasi, verso parti delle pianure inferiori del Brahmaputra e dell'altopiano di Karbi; mandrie isolate si trovano a Tripura, Mizoram, Manipur e nei distretti della Barak Valley dell'Assam:
  - nella parte centrale in Odisha, Jharkhand e nella parte meridionale del Bengala occidentale, con alcuni animali che vagano nel Chhattisgarh;
  - nel sud - otto popolazioni sono frammentate l'una dall'altra nel Karnataka settentrionale, nella cresta del Karnataka - Ghati occidentali, a Bhadra - Malnad, a Brahmagiri - Nilgiris - Ghati orientali, a Nilambur - Silent Valley - Coimbatore, ad Anamalai - Parambikulam, in Periyar - Srivilliputhur, e uno in Agasthyamalai
- 100-125 in Nepal, dove il loro raggio d'azione è ristretto ad alcune aree protette nel Terai lungo il confine con l'India. Nel 2002, le stime variavano da 106 a 172 elefanti residenti e migratori, la maggior parte dei quali nel Parco Nazionale di Bardia;[5]
- 150-250 in Bangladesh, dove sopravvivono solo popolazioni isolate nelle colline di Chittagong
- 250-500 in Bhutan, dove il loro raggio d'azione è limitato alle aree protette nel sud lungo il confine con l'India;
- 4.000-5.000 in Birmania, dove le popolazioni sono molto frammentate, e si trovano nelle catene settentrionali e Arakan Yoma nell'ovest, Pegu Yoma della Birmania centrale, Tenasserim e Shan State;
- 2.500-3.200 in Thailandia, principalmente nelle montagne lungo il confine con la Birmania, con popolazioni frammentate più piccole presenti nella penisola a sud;
- 2.100–3.100 in Malesia;
- 500-1.000 Laos, dove rimangono ampiamente ma in modo irregolare distribuiti nelle aree boschive, sia negli altopiani che nelle pianure;
- 200-250 in Cina, dove sopravvivono solo nelle prefetture di Xishuangbanna, Simao e Lincang dello Yunnan meridionale;
- 250-600 in Cambogia, dove abitano principalmente le montagne del sud-ovest e nelle province di Mondulkiri e Ratanakiri;
- 70-150 nelle parti meridionali del Vietnam.

## Ecologia
Gli elefanti sono classificati come megaerbivori e consumano fino a 150 kg (330 libbre) di materia vegetale al giorno. Sono alimentatori generalisti e sia pascolatori che brucatori. In un'area di studio di 1.130 km² (440 miglia quadrate) nel sud dell'India, è stato registrato che gli elefanti si nutrono di 112 diverse specie di piante, più comunemente dell'ordine Malvales, e il legume, la palma, il carice e l'erba vera famigliePascolano sull'erba alta, ma la porzione consumata varia a seconda della stagione. Quando in aprile compare il nuovo filo, rimuovono le lame tenere in piccoli ciuffi. Successivamente, quando le erbe sono più alte di 0,5 m (1,6 piedi), sradicano interi cespi, li spolverano abilmente e consumano le cime fresche delle foglie, ma scartano le radici. Quando le graminacee sono mature in autunno, puliscono e consumano le succulente porzioni basali con le radici, e scartano le lamine fibrose. Dai bambù mangiano piantine, culmi e germogli laterali. Durante la stagione secca da gennaio ad aprile, si nutrono principalmente di foglie e ramoscelli preferendo il fogliame fresco, e consumano germogli spinosi di acacia senza alcun disagio evidente. Si nutrono della corteccia di biancospino e altre piante da fiore, e consumano i frutti di mela di legno, tamarindo, kumbhi e palma da datteri.
Nel Parco nazionale di Bardia in Nepal, gli elefanti consumano grandi quantità di erba delle pianure alluvionali, in particolare durante la stagione dei monsoni. Brucano di più nella stagione secca con la corteccia che costituisce una parte importante della loro dieta nella parte fresca di quella stagione. Durante uno studio in un'area boschiva tropicale umida mista di latifoglie di 160 km² (62 miglia quadrate) in Assam, è stato osservato che gli elefanti si nutrono di circa 20 specie di erbe, piante e alberi. Erbe come Imperata cylindrica e Leersia hexandra costituivano di gran lunga la componente predominante della loro dieta.
I modelli di movimento e utilizzo dell'habitat di una popolazione di elefanti sono stati studiati nell'India meridionale tra il 1981 e il 1983 all'interno di un'area di studio di 1.130 km² (440 miglia quadrate). I tipi di vegetazione di quest'area comprendono foreste di spine secche da 250 a 400 m (da 820 a 1.310 piedi), foreste decidue da 400 a 1.400 m (da 1.300 a 4.600 piedi), foreste sempreverdi rachitiche e praterie da 1.400 a 1.800 m (da 4.600 a 5.900 ft). Cinque diversi clan di elefanti, ciascuno composto da 50 a 200 individui, avevano un raggio d'azione compreso tra 105 km² (41 miglia quadrate) e 320 km² (120 miglia quadrate), che si sovrapponevano. Preferivano l'habitat in cui l'acqua era disponibile e le piante alimentari erano appetibili. Durante i mesi secchi da gennaio ad aprile, si riunivano ad alte densità fino a cinque individui per km2 nelle valli fluviali dove brucano avevano un contenuto proteico molto più elevatocontenuto rispetto alle alte erbe grossolane sui pendii delle colline. Con l'inizio delle piogge a maggio, si sono disperse su un'area più ampia a densità inferiori, in gran parte nelle foreste di erba alta, per nutrirsi delle erbe fresche, che allora avevano un alto valore proteico. Durante la seconda stagione delle piogge da settembre a dicembre, quando le erbe alte diventavano fibrose, si spostavano in foreste aperte di erba bassa a bassa quota. Il normale schema di movimento potrebbe essere sconvolto durante anni di condizioni ambientali avverse. Tuttavia, il modello di movimento degli elefanti in questa regione non è sostanzialmente cambiato da oltre un secolo, come dedotto dalle descrizioni registrate durante il XIX secolo.
Nella Riserva della biosfera di Nilgiri tre clan di elefanti avevano un'area domestica complessiva di 562 km² (217 sq mi), 670 km² (260 sq mi) e 799 km² (308 sq mi) all'inizio degli anni '90. Durante i tre anni di indagine, i loro home range annuali si sono sovrapposti in larga misura con solo piccoli spostamenti negli home range tra gli anni.

## Biologia
Le sue abitudini sono molto simili a quelle dell'elefante africano. Vive in branchi di 8-20 individui, guidati da una femmina anziana.
I maschi adulti in libertà sono solitari, mentre le femmine e i maschi più giovani si spostano in gruppi composti da un numero di esemplari che varia da 5 a 120. I maschi di elefante indiano pesano fino a 3500 kg.
Questo animale ha una gestazione molto lunga, di 20-22 mesi, al termine dei quali nasce un solo piccolo. Grande amante dell'acqua, l'elefante ama spruzzarsela addosso con la proboscide e fare bagni rinfrescanti. Il suo habitat naturale è vario, ma generalmente lo si trova nelle giungle e nelle praterie, ma si spinge anche fino in montagna. Vive in tutta la zona del sud-est asiatico, dall'India alla parte settentrionale dell'Indonesia.

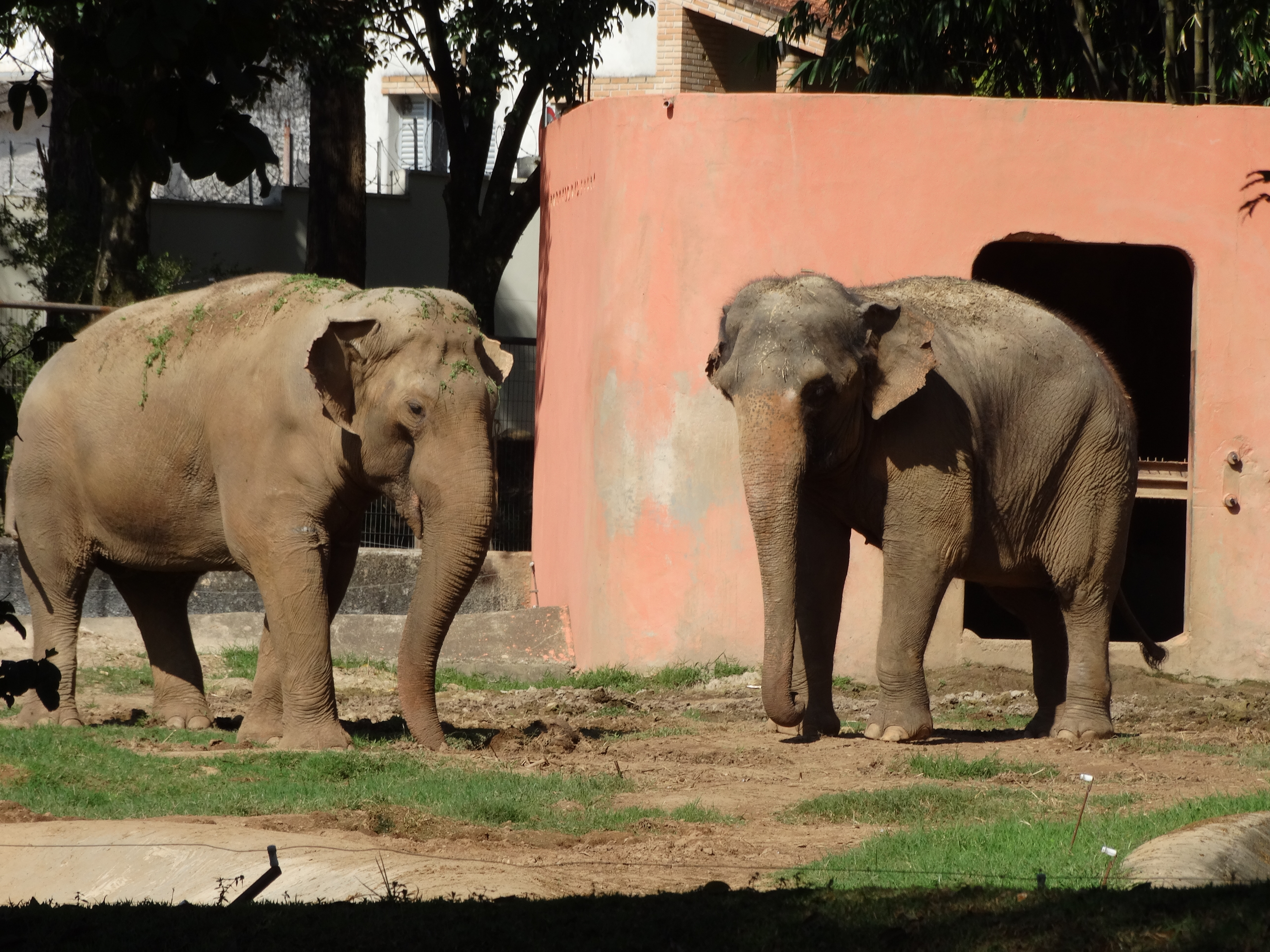
Elefanti asiatici in uno zoo

L'elefante indiano, a parte l'uomo, non ha nemici naturali, anche se le tigri possono rappresentare un serio pericolo per i cuccioli se non sono difesi dalle madri. Anche questo elefante è molto longevo, avendo un'età media di 65-70 anni.
Rispetto al parente africano è di indole più pacifica e tranquilla. Per questo lo si è potuto addomesticare fin dai tempi antichi e in diverse zone dell'India e dell'Indocina è utilizzato come animale da lavoro, specie per il trasporto dei tronchi. È l'elefante più comune nei circhi.
Non si hanno dati precisi sulla popolazione degli elefanti indiani, che è comunque superiore alle 100.000 unità.

## Minacce
Le principali minacce per gli elefanti asiatici oggi sono la perdita, il degrado e la frammentazione dell'habitat, che sono guidati da una popolazione umana in espansione e portano a loro volta a crescenti conflitti tra umani ed elefanti quando gli elefanti mangiano o calpestano i raccolti. [2] La perdita di estensioni significative della gamma di elefanti e di un habitat adatto continua; la loro libera circolazione è ostacolata da serbatoi, progetti idroelettrici e canali associati, dighe di irrigazione, numerose sacche di coltivazione e piantagioni, autostrade, linee ferroviarie, sviluppo minerario e industriale.
Il bracconaggio di elefanti per l'avorio è una seria minaccia in alcune parti dell'Asia. Il bracconaggio di zanne ha un impatto sui rapporti tra i sessi che diventano fortemente prevenuti dalle donne; la variazione genetica è ridotta e la fecondità e il reclutamento possono diminuire. [8] Il bracconaggio ha drasticamente distorto i rapporti tra i sessi degli adulti nella Periyar Tiger Reserve, dove tra il 1969 e il 1989 il rapporto tra i sessi tra maschi adulti e femmine è passato da 1:6 a 1:122.

## Sistematica
Elephas maximus è l'unica specie nota del genere Elephas. Altre specie estinte, in passato attribuite a questo genere, sono oggi inquadrate nel genere Palaeoloxodon.
Sono note quattro sottospecie viventi, mentre altre due sono estinte:
- Elephas maximus

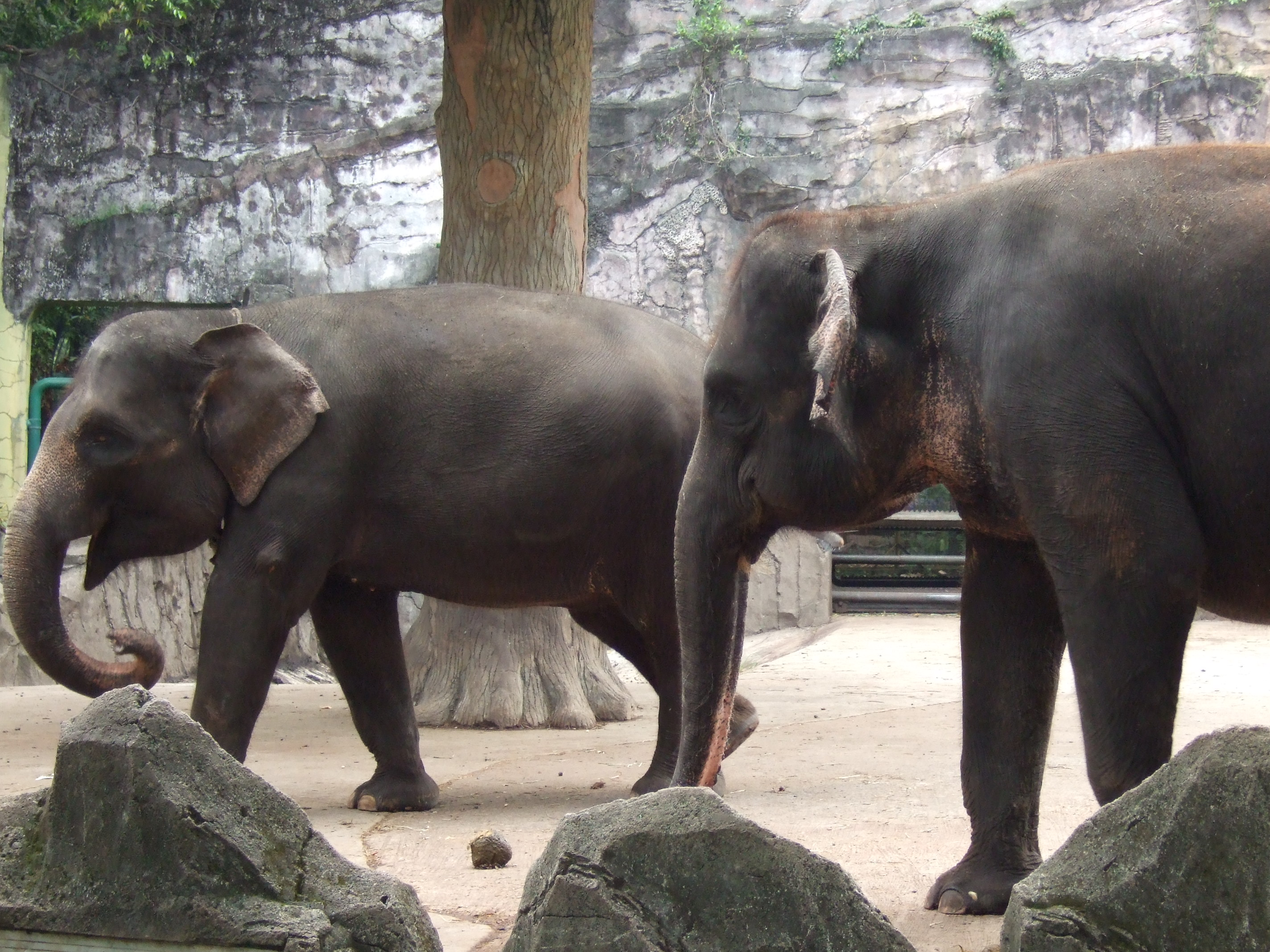
Due elefanti asiatici di Sumatra.

  - Elephas maximus maximus (elefante di Ceylon);
  - Elephas maximus borneensis (elefante del Borneo);
  - Elephas maximus indicus (elefante indiano);
  - Elephas maximus sumatranus (elefante di Sumatra);
  - Elephas maximus rubridens †, sottospecie endemica della Cina settentrionale estintasi attorno al 1400 a.C. Presentava un avorio leggermente rosato;
  - Elephas maximus asurus †, elefante siriano, oggi estinto.

## Addestramento
L'addestramento di questa specie è complesso ma fattibile al contrario della specie africana non domabile. Appena catturato, viene affidato a un cornak, che si incaricherà di ammansirlo, allenarlo, curarlo e seguirlo per tutta la vita. Per due giorni interi, l'elefante resta solidamente legato, senza mangiare né bere né riposare. Poi un po' alla volta si allentano le corde, gli si dà da mangiare, e si scacciano gli insetti che lo tormentano con le loro punture. Occorrono almeno due anni prima che l'elefante sia in grado di eseguire i lavori richiesti. Il cornak adempie a queste operazioni con estrema delicatezza e sempre cantando una stessa monotona melodia per tranquillizzare l'animale e abituarlo alla presenza della sua voce.
Il rapporto tra elefanti selvatici e uomini non è però sempre così pacifico: infatti ogni anno, in media, gli elefanti asiatici e quelli africani insieme uccidono circa 500 persone.